# Biologisk mångfald

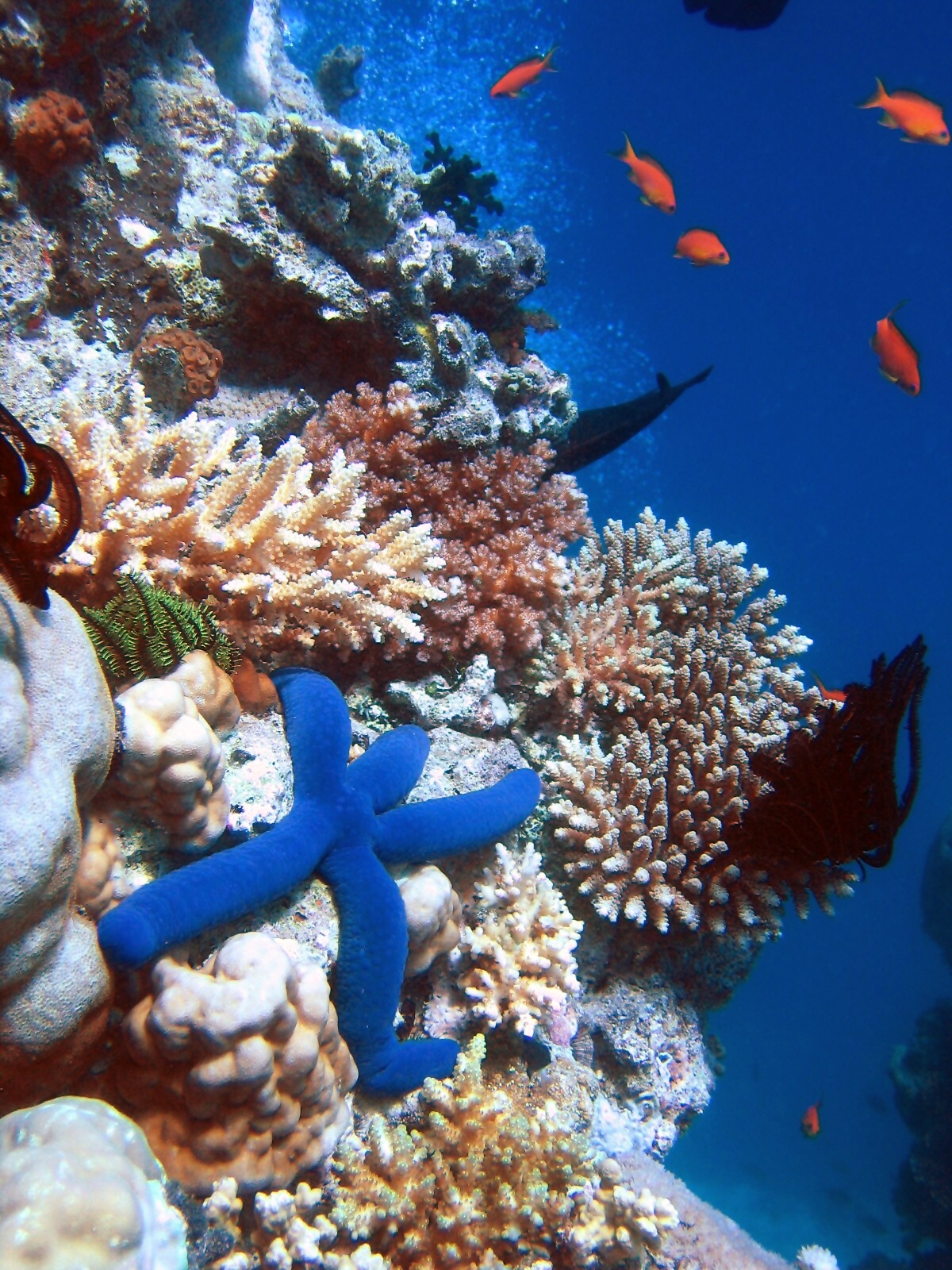
Korallrev tillhör de ekosystem som har den största biologiska mångfalden på jorden.

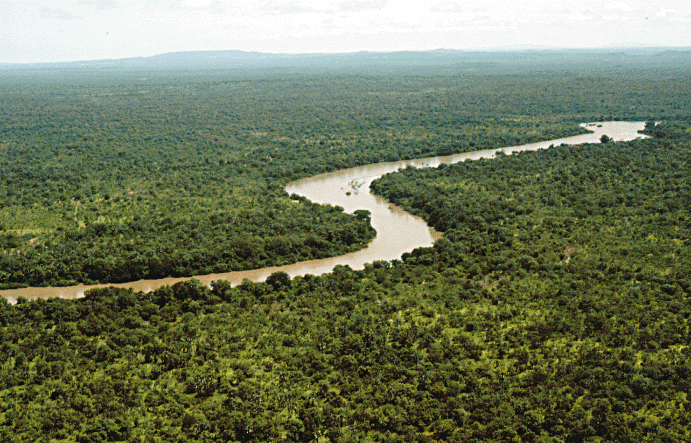
Regnskogar hyser mycket hög biologisk mångfald. Det här är en bild från Gambiafloden i Niokolo-Koba nationalpark, i Senegal.

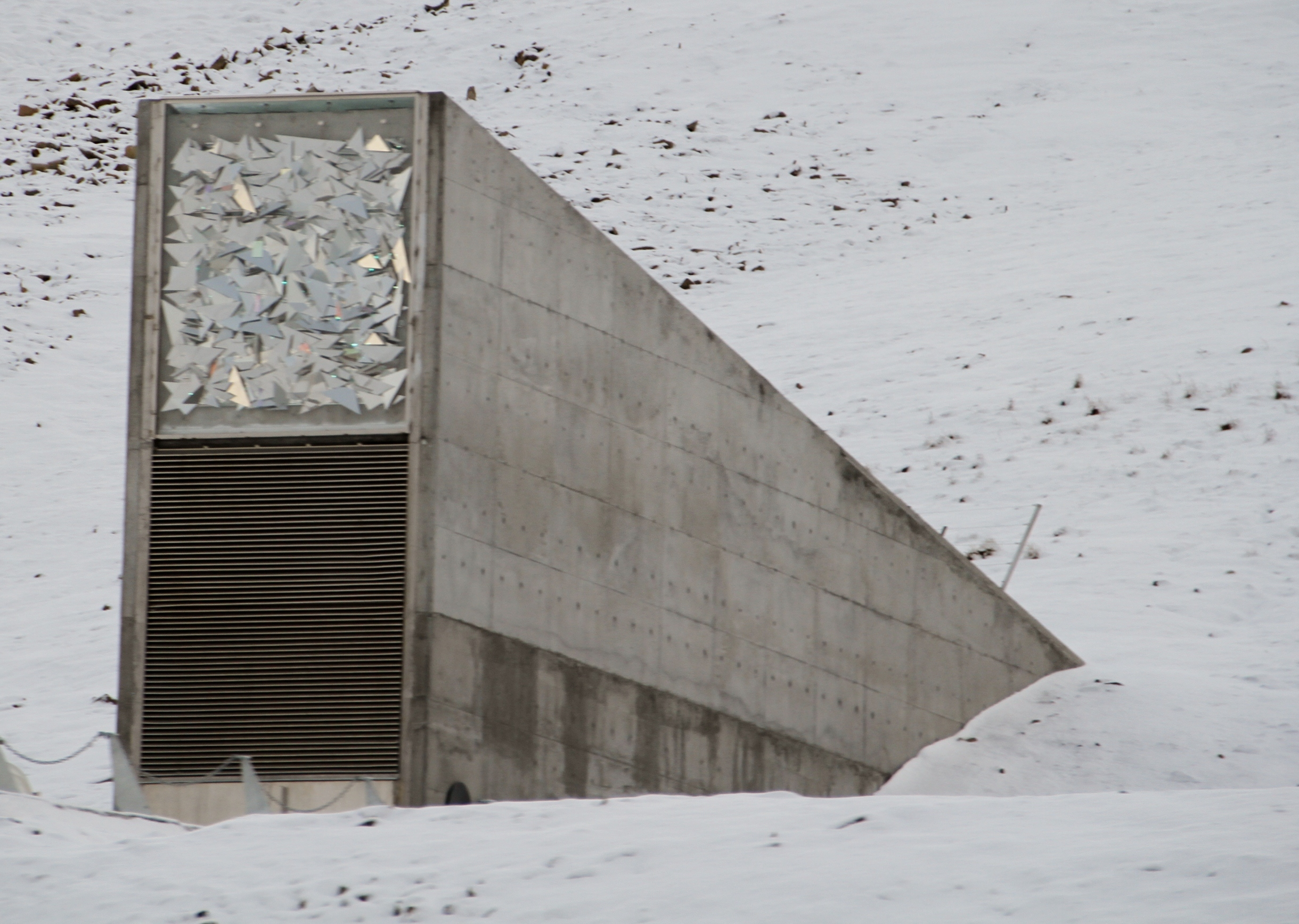
Ingången till Svalbard Global Seed Vault för bevarandet av biologisk mångfald som NordGen driver.

Biologisk mångfald eller biodiversitet är ett samlingsbegrepp för all den variation som finns mellan och inom arter och livsmiljöer på jorden. 
Den biologiska mångfalden avser tre delnivåer:
- Genetisk mångfald är den genetiska variationen bland individer eller populationer inom samma art.
- Artmångfald är variationen av arter inom ett ekosystem eller ett område.
- Ekosystemmångfald hänvisar till mångfalden av ekosystem inom ett område.

I Konventionen om biologisk mångfald är biologisk mångfald definierad som:
"Variationsrikedomen bland levande organismer av alla ursprung, inklusive från bland annat landbaserade, marina och andra akvatiska ekosystem och de ekologiska komplex i vilka dessa organismer ingår; detta innefattar mångfald inom arter, mellan arter och av ekosystem."

## Konventionen om biologisk mångfald
Konventionen om biologisk mångfald (Convention on Biological Diversity, CBD) är en FN-konvention om att bevara och hållbart nyttja naturen. Den undertecknades vid FN:s konferens om miljö och utveckling i Rio de Janeiro, Brasilien 1992 och trädde  i kraft 1993. CBD är en av tre “Riokonventioner” tillsammans med FN:s konventioner om klimatförändring (UNFCCC) och bekämpning av ökenspridning (UNCCD).
2022 hölls CBDs femtonde partsmöte, under COP15, i Montréal i Kanada där världens länder enades om ett nytt globalt ramverk för biologisk mångfald. Ramverket heter Kunming-Montreal-ramverket. Dess syfte är att vidta åtgärder till 2030 för att "stoppa och vända förlusten av biologisk mångfald och återställa naturen till förmån för människor och planeten."

## Precisering och mätning av biologisk mångfald
Biologisk mångfald behöver preciseras för att bli ett användbart och mätbart begrepp, både avseende nivå (variation inom arter, arter, och ekosystem), och geografiskt område. Oftast anges antal arter som ett mått på biologisk mångfald, men preciseringen kan även gälla antalet naturtyper inom ett område. Antalet arter beror på flera faktorer, som naturtyper, strukturer inom naturtypen, och även hur länge naturtypen har funnits i området.
Exempelvis kan nämnas att i skogsområden ökar artmångfalden med antalet trädslag, trädens ålder och hur länge skogen funnits på platsen, samt antal döda träd. Den genetiska variationen kan mätas såväl inom som mellan enskilda bestånd och populationer.
Den biologiska mångfalden kan även mätas över olika geografiska områden: hela vår planet, ett land, ett landskap, ett kärr eller något annat specifikt område. Vissa områden har naturligt en låg grad, andra en hög grad av biologisk mångfald. Till exempel har ofta varma och fuktiga områden en större biologisk mångfald än kalla och torra områden.

## Hot mot biologisk mångfald
En analys från Swiss Re i oktober 2020 visade att en femtedel av världens länder riskerar en ekosystemkollaps på grund av förstörelsen av natur och biodiversitet.
Nedan beskrivs stora hot mot den biologiska mångfalden på global nivå. Källa: främst Primack. 

### Antropogen klimatförändring
Genom människans starka bidrag med växthusgaser till atmosfären, har växthuseffekten ökat, vilket resulterat i en uppvärmning av jordklotet. Uppvärmningen leder till att arter som anpassats till ett visst klimat, nu befinner sig i en situation där klimatet förändras, och därmed måste migrera till områden som motsvarar det krav arten ställer för sin överlevnad. Alternativet är att artens arvsmassa anpassas till det nya klimatet, men problemet med den klimatförändring som nu sker är att den sker snabbare än vad arterna anses ha möjlighet att anpassa sig till genom evolution.

### Habitatförstörelse
Genom nedhuggning av skogar, intensivt jordbruk samt bebyggelse minskar ytan som en population av arter lever på, och därmed minskar områdets bärkraft. Detta sker genom att samma antal arter som tidigare levde på en större yta, nu tvingas konkurrera med varandra på en yta med mindre resurser. Detta har hittills varit den främsta orsaken till att arter försvunnit från regioner.

### Habitatfragmentering
När habitat förstörs tenderar de olika ytorna med habitat att bli mindre och avståndet mellan dem större. Detta kallar för habitatfragmentering. Det kan leda till problem för arter att sprida sig mellan de olika habitatytorna och för arter som inte trivs i kanterna av habitat kan många småytor bli olämpliga som livsmiljö. Därför har habitatfragmentering framhållits som ett allvarligt problem, men det har på senare tid också ifrågasatts om det är ett stort problem, utöver det som habitatförstörelsen utgör.

### Habitatstörning
Störning av ett habitat kan ske genom föroreningar, betning och annan påverkan som inte förstör området, men förändrar det på ett sådant vis att vissa arter inte längre kan leva kvar.

### Överexploatering
Överexploatering av resurser i form av ohållbart skogsbruk, utfiskning av haven och jakt som överskrider populationens bärkraft leder till minskad biologisk mångfald.

### Invasiva arter
Människors omfattande transporter samt även klimatförändringar gör att arter i ökande utsträckning sprider sig till områden där de tidigare inte har funnits. Vissa av dessa arter kan bli invasiva och få negativ inverkan på den ursprungliga floran och faunan och därmed biologiska mångfalden.  Exempel på invasiva arter i EU är blomsterlupin och jätteloka. Öar är särskilt utsatta. Regioner i till exempel medelhavsklimat är också mer utsatta än till exempel Skandinavien.[källa behövs]

## Skäl till att bevara biologisk mångfald

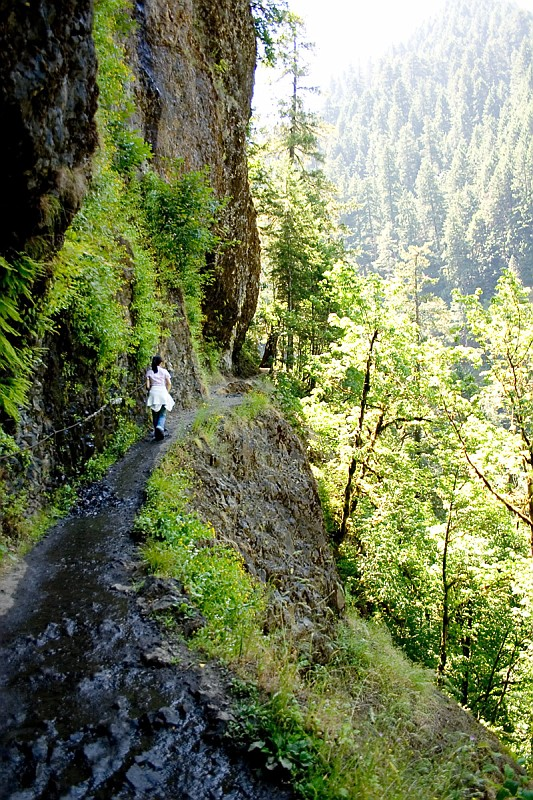
Eagle Creek i Oregon, USA.

Arbetet med att bevara biologisk mångfald motiveras både med de ekosystemtjänster den ger upphov till och med etiska och estetiska argument om mångfaldens egenvärde.
- Ekosystemvariation. Ekosystemen har många viktiga funktioner, bland annat syrgasproduktion, bindning av solenergi, rening av vatten och klimatreglering. En variation av ekosystemtyper behövs för att tillgodose samhällets olika behov och som livsmiljö för olika arter.
- Artvariation. Olika arter ger oss bland annat råmaterial, mat och inspiration till tekniska lösningar på problem. Man vet ofta inte vilka arter som är viktiga för ett visst ekosystems funktioner. Enligt den försiktighetsprincip som anges i Konventionen om biologisk mångfald bör i dessa fall alla arter bevaras.
- Genetisk variation. En variation av egenskaper inom arter är nödvändig för att livet ska kunna fortsätta att utvecklas och anpassas till nya förutsättningar. Genetiska resurser är också viktiga för utveckling av nya grödor och mediciner. Ett exempel är att man ännu inte kartlagt alla växter i regnskogarna och därför vet ingen vilka medicinskt aktiva substanser naturen producerat, och som kan ge botemedel mot sjukdomar.
- Filosofiskt och etiskt är frågan om vi har rätt att utrota andra arter överhuvudtaget. Bara för att en art inte är till nytta för oss människor kan den ändå anses ha ett egenvärde.

## Sverige
Utarmningen av den biologiska mångfalden i Sverige beror till stor del på att det moderna skogs- och jordbruket har förändrat eller förstört många arters livsmiljöer. Äldre tiders variationsrika landsbygd har ersatts av vidsträckta och likformiga skogsområden eller åkrar där ett mindre antal växt- och djurarter kan leva. Samtidigt har igenväxning av jordbruksmarker försämrat förutsättningarna för arter som behöver öppna, hävdade miljöer.
Sedan mitten av 1800-talet anses drygt 200 arter ha försvunnit från Sverige, men mörkertalet kan vara betydande. [källa behövs] Flertalet av dem var aldrig särskilt vanliga här.[källa behövs] Att de nu är borta har därför fått begränsad inverkan på de svenska ekosystemen. [källa behövs] Samtliga dessa arter finns dessutom fortfarande kvar i andra delar världen.[källa behövs] Av mycket större betydelse för ekosystemens funktion är förmodligen att många vanliga arter har minskat och blivit sällsynta eller fått en mer begränsad utbredning inom Sverige. Under samma tid har ungefär 800 nya växt- och djurarter kommit till Sverige. Några har tagit sig hit av egen kraft, andra har avsiktligt eller oavsiktligt förts in av människan.

### Förvaltning
I Sverige arbetar bland annat Naturvårdsverket, Havs- och vattenmyndigheten, länsstyrelserna och ArtDatabanken med att försöka bevara arter och livsmiljöer. Detta görs bland annat genom arbetet med åtgärdsprogram för hotade arter.
Forskning bedrivs inom bevarandebiologin.

### Ett av Sveriges 16 miljökvalitetsmål
Ett rikt växt- och djurliv är ett av de 16 nationella miljökvalitetsmålen. Naturvårdsverket ansvarar för målet Ett rikt- växt och djurliv.